# Neznašov

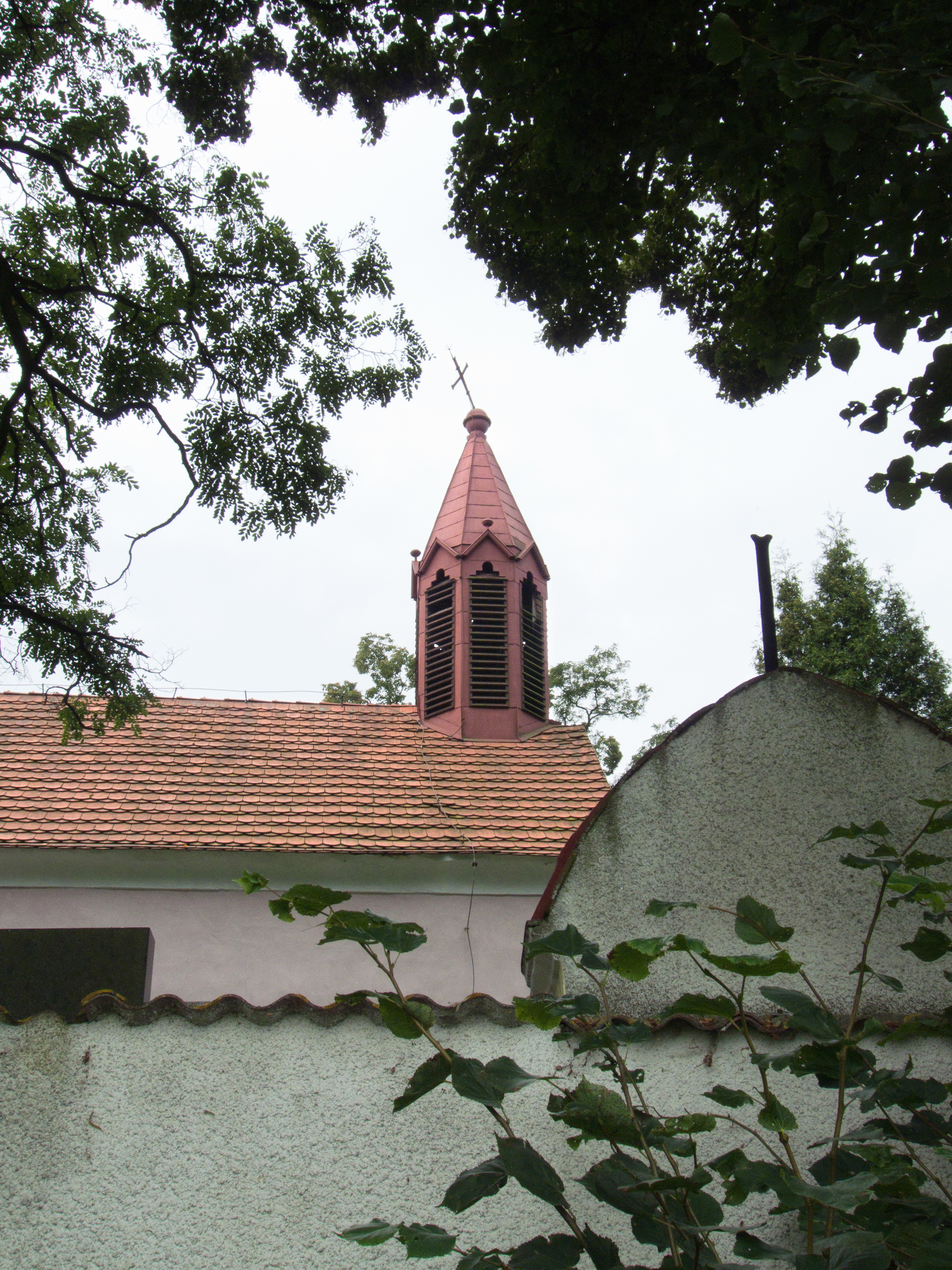
Kirche der hl. Dreifaltigkeit

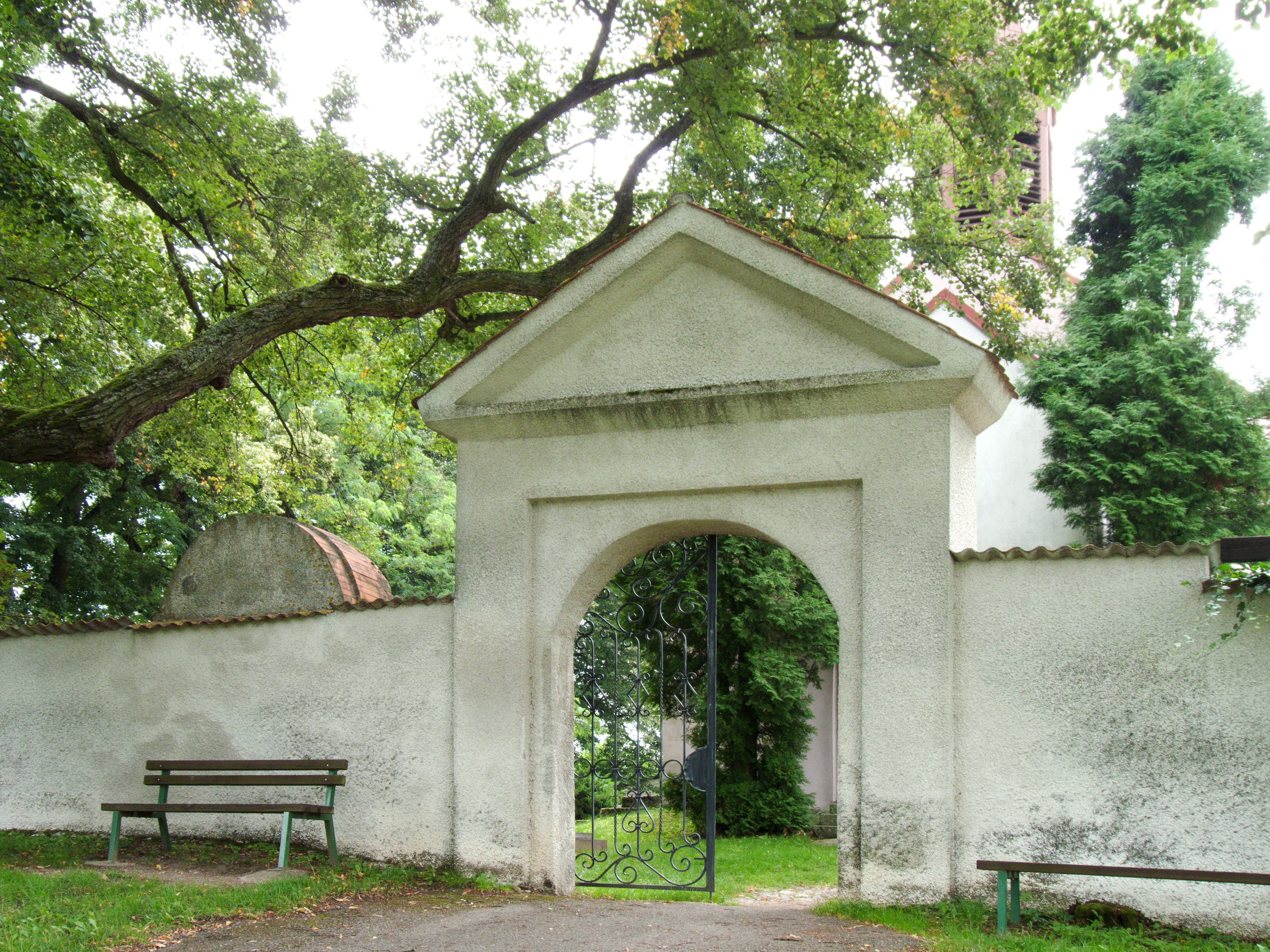
Tor zum Kirchhof

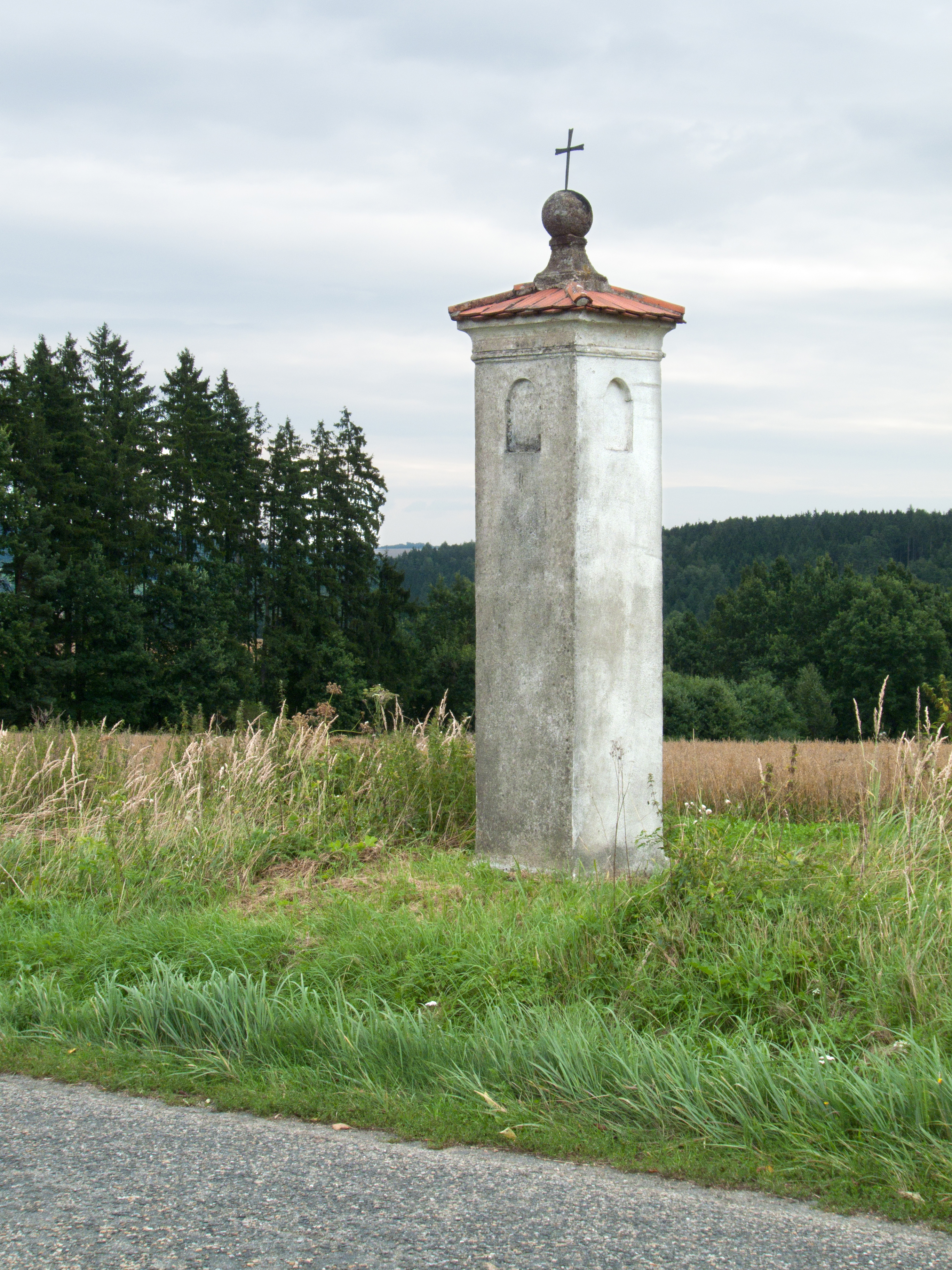
Bildstock an der Straße nach Bohunice

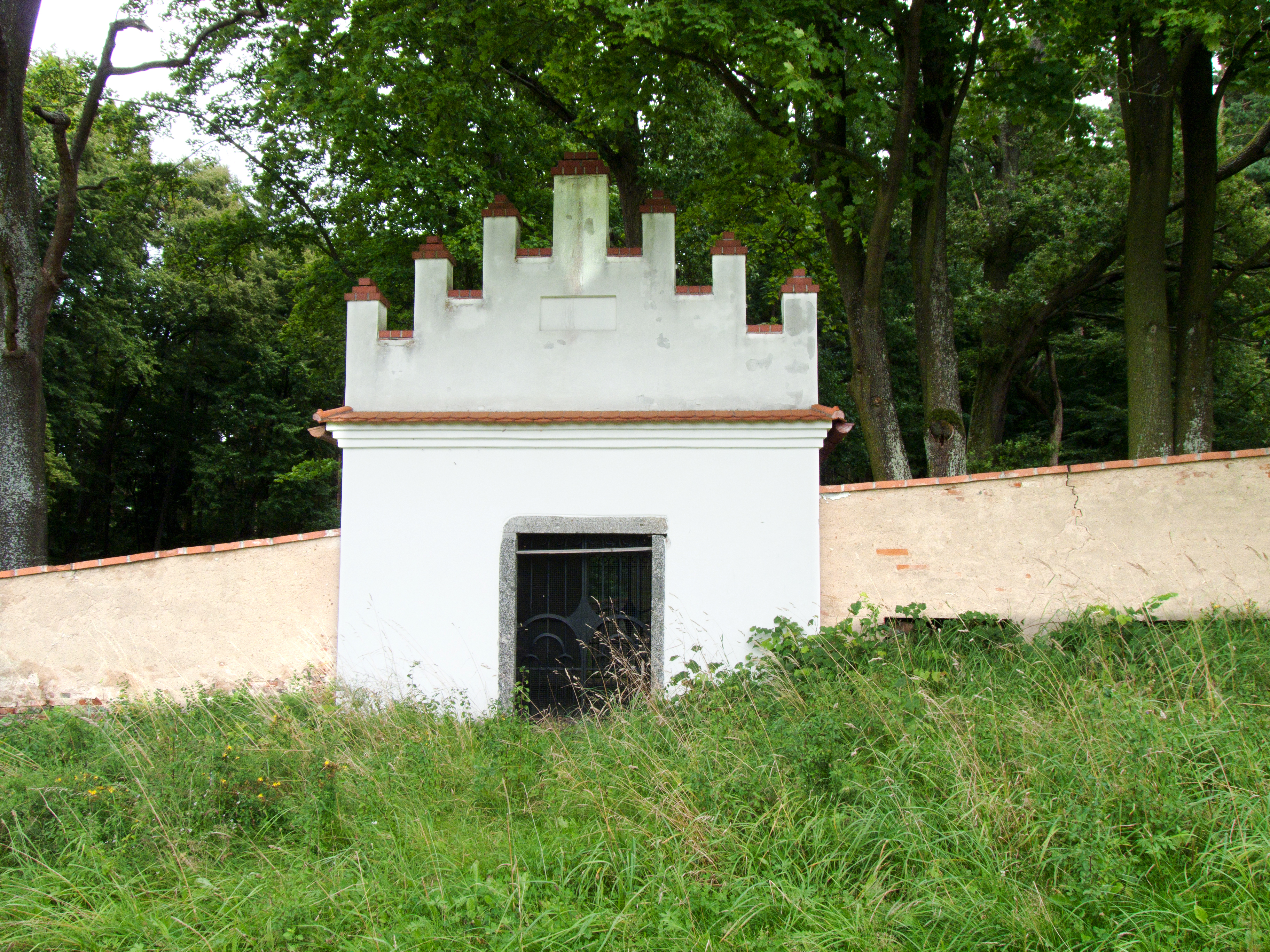
Tor zum Jüdischen Friedhof

Neznašov, bis 1923 Nezdašov (deutsch Nesnaschow, früher Nezdaschow) ist ein Ortsteil der Gemeinde Všemyslice in Tschechien. Er liegt drei Kilometer westlich von Týn nad Vltavou in Südböhmen und gehört zum Okres České Budějovice.

## Geographie
Neznašov befindet sich gegenüber der Einmündung der Lainsitz in die Moldau in den südöstlichen Ausläufern der Písecké hory (Píseker Berge). Im Norden erhebt sich der Kořenský vrch, im Osten der Semenec (441 m) und im Westen der Holý vrch (428 m) sowie der Kozí vrch (424 m). Nördlich liegt im Moldautal das Wasserkraftwerk Kořensko. Durch den Ort führt die Straße II/159 zwischen Týn nad Vltavou und Albrechtice nad Vltavou.
Nachbarorte sind Stružka, Kořensko und Hosty im Norden, Nový Dvůr, Permoník und Koloděje nad Lužnicí im Nordosten, U Masáka, V Semenci und Týn nad Vltavou im Osten, Svatá Anna, Fišerák, Malá Strana und Bohunická Hájovna im Südosten, Bojiště und Bohunice im Süden, U Myšáka, Všemyslice und Slavětice im Südwesten, Mezerka und Kolna im Westen sowie Dvůr Újezd, Újezd und Pašovice im Nordwesten.

## Geschichte
Die erste schriftliche Erwähnung des Dorfes erfolgte im Jahre 1491. Die Feste wurde nach 1541 errichtet. Besitzer des Gutes waren u. a. die Kořenský von Terešov. Nach der Schlacht am Weißen Berg wurden die Güter des Zdeněk Kořenský konfisziert. Die Hofkammer verkaufte das Gut Nezdaschow am 18. Juli 1623 an Sezyma von Wrtby, der 1630 von Baltasar von Marradas noch den Hof Všemyslice hinzukaufte und mit dem Gut vereinigte. Franz Graf von Wrtby ließ 1680 die Kapelle auf dem Hügel nördlich des Dorfes zur Kirche erweitern. 1752 erhielt die Kirche einen Pfarradministrator und die frühere Pfarre Albrechtitz wurde Nezdaschow als Lokalie beigeordnet. In der Mitte des 18. Jahrhunderts gehörte Nezdaschow Carolina von Wrtby, verheiratete Gräfin Chermont und danach deren Tochter Philippina, die es 1764 in ihre Ehe mit Karl Friedrich von Schütz einbrachte. Wegen Überschuldung gelangte das Gut 1785 in Licitation und wurde vom k.k. Bergrat Prosper von Berchtold ersteigert. Dieser überließ es im Jahre 1800 seinem Sohn Karl, welcher es 1812 an seinem Sohn Prosper vererbte. Die Grafen von Berchtold ließen um 1800 anstelle der Feste ein Schlösschen errichten.
Im Jahre 1840 umfasste das Gut Nezdaschow eine Fläche von 4268 Joch 1566 Quadratklaftern und hatte 2437 überwiegend tschechischsprachige Einwohner, darunter 27 Israelitenfamilien. Die Herrschaft bewirtschaftete die Meierhöfe Nezdaschow, Augezd, Temelin und Neuhof, verpachtet waren die Höfe Spaleny und Kořensko. Zum Gut gehörten das Albrechtitzer und Rosower Forstrevier, die Dörfer Nezdaschow, Schemeslitz, Augezd (Újezd), Karlow (Karlov), Temelin, Albrechtitz und Hladna (Hladná) sowie die Mühle Reyzykow bei Audraz (Údraž).
Das Amtsdorf des Dominiums war Nezdaschow/Nezdassow bzw. Neznassow. Es bestand aus 72 Häusern mit 530 Einwohnern. Dazu gehörten 27 Israelitenhäuser, in denen 27 Familien lebten. Unter herrschaftlichem Patronat bestanden die Pfarrkirche, eine Pfarrei und die Schule. Außerdem gab es in dem Dorf ein Schloss mit der Kapelle zum hl. Johannes von Nepomuk, einen Küchen- und Obstgarten, einen Meierhof, eine Schäferei, eine Brauerei, ein Branntweinhaus, eine Pottaschensiederei, ein Hegerhaus und ein Wirtshaus. Unterhalb von Nezdaschow lag die eingängige Struher Mühle. Zu Nezdaschow gehörte die aus sieben Häusern bestehende Einschicht Kořensko mit einem Meierhof, einer dreigängigen Mühle mit Brettsäge, einem Wirtshaus, einem Fischerhaus und einer Überfuhr über die Moldau. Nezdašov war Pfarrort für Schemeslitz, Karlow, Augezd, Kořensko, Spaleny, Slawietitz (Slavětice) und Wssetec (Všeteč). Bis zur Mitte des 19. Jahrhunderts bildete Nezdaschow immer ein landtäfliges Gut.
Nach der Aufhebung der Patrimonialherrschaften bildete Mezdašov/Nezdaschow einen Ortsteil der Gemeinde Šemeslice/Schemeslitz in der Bezirkshauptmannschaft und dem Gerichtsbezirk Týn nad Vltavou/Moldauthein. 1910 lebten in Nezdášov bzw. Nezdašov/Nezdaschow 382 Tschechen. 1924 wurde der amtliche Ortsname in Neznašov geändert. Karlov I wurde 1953 nach Všeteč ausgemeindet. Nach der Aufhebung des Okres Týn nad Vltavou wurde Neznašov 1961 dem Okres České Budějovice zugeordnet. Mit dem Stau der Orlík-Talsperre wurde das alte Kořensko in den 1960er Jahren überflutet. 1992 ging das Wasserkraftwerk Kořensko in Betrieb. Im Jahre 1991 wurden in Neznašov 484 Einwohner gezählt. Beim Zensus von 2001 lebten in den 164 Wohnhäusern des Ortes 535 Personen.

## Ortsgliederung
Neznašov ist Teil des 768 ha großen Katastralbezirks Všemyslice. Zu Neznašov gehört die Ansiedlung Kořensko.

## Sehenswürdigkeiten
- Kirche der hl. Dreifaltigkeit, der von einem Friedhof umgebene Bau befindet sich nördlich des Dorfes auf einer Anhöhe über dem Moldautal, im Innern befinden sich volkstümliche Malereien.
- Neobarocke Grabkapelle der Grafen Berchtold zu Ungarschitz, errichtet 1930 auf Kosten der Familie Emil Schnöbling und Julie, geborene Berchtold. Die Kapelle befindet sich südöstlich der Kirche über dem Steilhang zur Moldau. 1996 ging die verfallene Kapelle in das Eigentum der Gemeinde Všemyslice über und wurde zwischen 1999 und 2000 saniert.
- Kapelle St. Anna, südöstlich des Dorfes über der Einmündung des Bohunický potok in die Moldau
- Empireschloss Neznašov am Dorfplatz, es entstand um 1800 anstelle der Feste
- Denkmal für die Gefallenen des Ersten Weltkrieges
- Jüdischer Friedhof, südlich des Ortes im Wald über dem Tal des Bohunický potok; er wurde im 17. Jahrhundert als Begräbnisplatz der Theiner Juden angelegt.